# دودمان استوارت
دودمان استوارت (به انگلیسی: House of Stuart) نام یکی از خاندان‌های اسکاتلند است که اعضای آن در ابتدا تنها فرمانروایی اسکاتلند را از ۱۳۷۱ تا ۱۶۰۳ برعهده داشتند اما پس از آنکه الیزابت یکم، ملکه انگلستان که فرزندی نداشت در ۱۶۰۳ درگذشت، جیمز ششم، پادشاه اسکاتلند که از اقوام او به‌شمار می‌رفت با عنوان جیمز یکم یه پادشاهی انگلستان نیز دست یافت. بدین ترتیب استوارت‌ها از آن سال تا ۱۷۱۴ که خاندان هانوور قدرت را در دست گرفت پادشاهی اسکاتلند و انگلستان را توامان در اختیار داشتند.

## فهرست فرمانروایان استوارت

### فرمانروایان اسکاتلند[۲]
| نگاره | نام                        | از             | تا             | نسبت با فرمانروای پیشین                                                                                   |
| ----- | -------------------------- | -------------- | -------------- | --- |
|       | رابرت دوم اسکاتلند         | ۲۲ فوریه ۱۳۷۱  | ۱۹آوریل ۱۳۹۰   | خواهرزادهٔ دیوید دوم اسکاتلند که بدون فرزند درگذشت. مارجوری بروس، مادر رابرت، دختر رابرت یکم اسکاتلند بود. |
|       | رابرت سوم اسکاتلند         | ۱۹ آوریل ۱۳۹۰  | ۴ آوریل ۱۴۰۶   | پسر رابرت دوم اسکاتلند.                                                                                   |
|       | جیمز یکم اسکاتلند          | ۴ آوریل ۱۴۰۶   | ۲۱ فوریه ۱۴۳۷  | پسر رابرت سوم اسکاتلند.                                                                                   |
|       | جیمز دوم اسکاتلند          | ۲۱ فوریه ۱۴۳۷  | ۳ اوت ۱۴۶۰     | پسر جیمز یکم اسکاتلند.                                                                                    |
|       | جیمز سوم اسکاتلند          | ۳ اوت ۱۴۶۰     | ۱۱ ژوئن ۱۴۸۸   | پسر جیمز دوم اسکاتلند.                                                                                    |
|       | جیمز چهارم اسکاتلند        | ۱۱ ژوئن ۱۴۸۸   | ۹ سپتامبر ۱۵۱۳ | پسر جیمز سوم اسکاتلند.                                                                                    |
|       | جیمز پنجم، پادشاه اسکاتلند | ۹ سپتامبر ۱۵۱۳ | ۱۴ دسامبر ۱۵۴۲ | پسر جیمز چهارم اسکاتلند.                                                                                  |
|       | ماری یکم اسکاتلند          | ۱۴ دسامبر ۱۵۴۲ | ۲۴ ژوئیه ۱۵۶۷  | دختر جیمز پنجم.                                                                                           |

### فرمانروایان انگلستان، بریتانیای کبیر و ایرلند[۲]
| نگاره | نام                                             | از                           | تا                        | نسبت با فرمانروای پیشین |
| ----- | ----------------------------------------------- | ---------------------------- | ------------------------- | --- |
|       | جیمز ششم اسکاتلند و جیمز یکم انگلستان           | ۲۴ ژوئیه ۱۵۶۷ و ۲۴ مارس ۱۶۰۳ | ۲۷ مارس ۱۶۲۵              | پسرماری استوارت و هنری استوارت، لرد دارنبی. در ابتدا تنها شاه اسکاتلند بود تا اینکه فرمانروایی انگلستان و ایرلند، به‌انضمام ادعا بر فرمانروایی فرانسه را از خاندان زوال‌یافتهٔ تیودور به ارث برد.      |
|       | چارلز یکم انگلستان، اسکاتلند و ایرلند           | ۲۷ مارس ۱۶۲۵                 | ۳۰ ژانویه ۱۶۴۹ (اعدام شد) | پسر جیمز ششم اسکاتلند و جیمز یکم انگلستان و ایرلند. |
|       | چارلز دوم انگلستان، اسکاتلند و ایرلند           | ۳۰ ژانویه ۱۶۴۹               | ۶ فوریه ۱۶۸۵              | پسر چارلز یکم انگلستان، اسکاتلند و ایرلند. از ۱۶۴۹ تا ۱۶۶۰ در دوران جمهوری انگلستان به‌رهبری الیور کرامول در تبعید به سر برد.                                                                        |
|       | جیمز هفتم اسکاتلند و جیمز دوم انگلستان و ایرلند | ۶ فوریه ۱۶۸۵                 | ۱۳ فوریه ۱۶۸۹             | برادر چارلز دوم انگلستان، اسکاتلند و ایرلند و پسر چارلز یکم. چارلز دوم فرزند مشروعی نداشت و جیمز جانشین او شد اما به‌دنبال انقلاب باشکوه در ۱۶۸۸ از سلطنت خلع گردید.                                 |
|       | ماری دوم انگلستان، اسکاتلند و ایرلند            | ۱۳ فوریه ۱۶۸۹                | ۲۸ دسامبر ۱۶۹۴            | دختر جیمز دوم انگلستان و ایرلند و جیمز هفتم اسکاتلند که هنوز زنده و مدعی تاج و تخت انگلستان بود. فرمانروایی مشترک با ویلیام سوم و دوم که پس از مرگ ماری به‌تنهایی حکومت کرد.                         |
|       | آن بریتانیای کبیر و ایرلند                      | ۸ مارس ۱۷۰۲                  | ۱ مه ۱۷۰۷                 | خواهر ماری دوم. دختر جیمز دوم انگلستان و ایرلند و جیمز هفتم اسکاتلند. به‌دنبال فرمان اتحاد ۱۷۰۷، نام کشور به بریتانیای کبیر تغییر یافت. او بدون داشتن فرزندی درگذشت و جانشینی به خاندان هانوور رسید. |